# Tokugawa Ietsuna

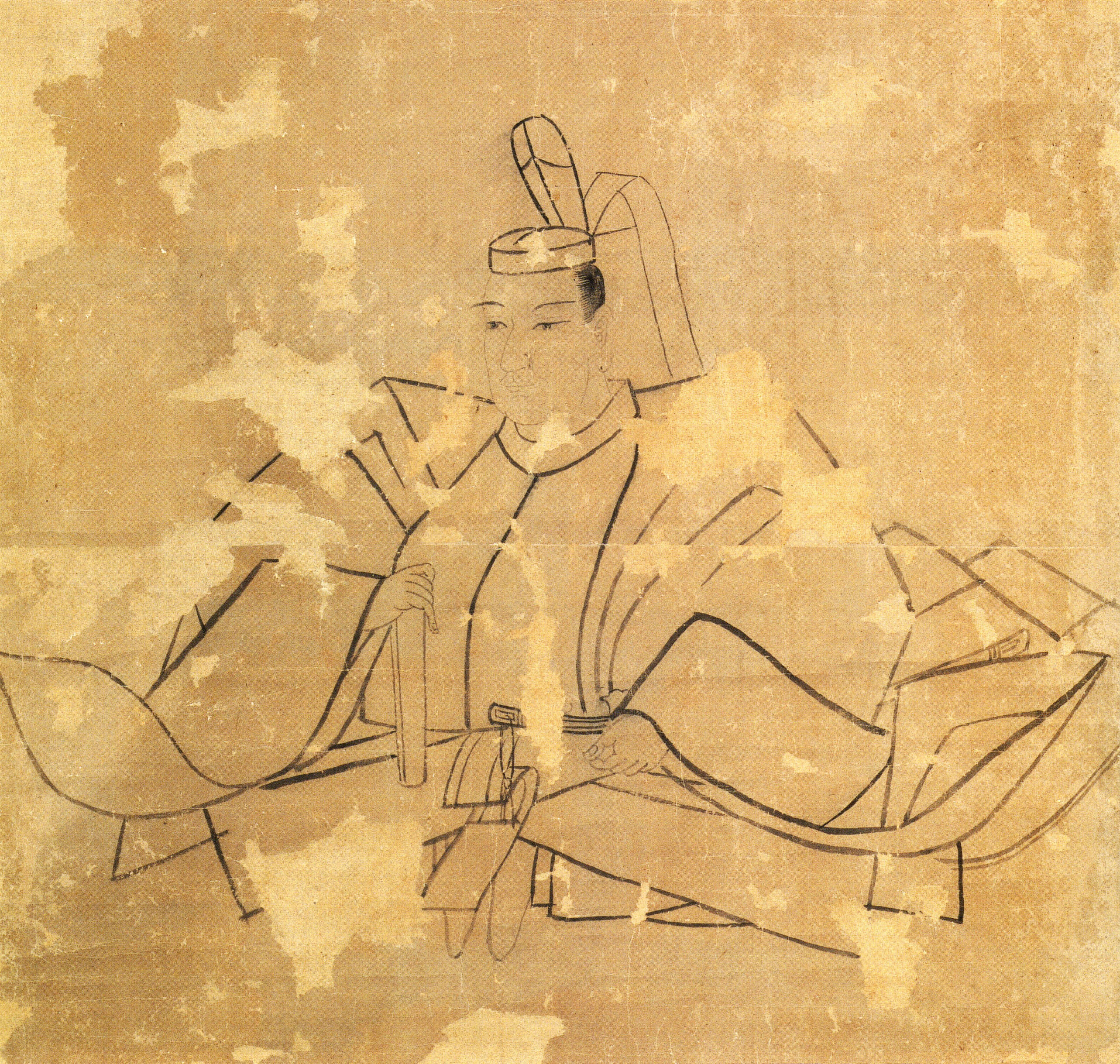
Tokugawa Ietsuna

Tokugawa Ietsuna (jap. 徳川 家綱; * 7. September 1641 als Tokugawa Takechiyo (徳川 竹千代); † 4. Juni 1680) war von 1651 bis 1680 der vierte Shōgun des Tokugawa-Shōgunates in Japan.

## Frühes Leben (1641–1651)
Er war der älteste Sohn von Tokugawa Iemitsu und damit Enkel von Tokugawa Hidetada und Urenkel von Tokugawa Ieyasu. Seine Mutter war eine Konkubine.
Zu dieser Zeit war sein Vater Shōgun und hatte nach dem niedergeschlagenen Shimabara-Aufstand von 1637 mehrere antichristliche Maßnahmen erlassen. Ietsuna wurde daher in eine sehr feindselige Umgebung hinein geboren. Tokugawa Ietsuna war ein sehr schwaches und zerbrechliches Kind und seine gesundheitlichen Probleme zogen sich auch über sein späteres Leben hin. Ietsuna wuchs in Edo auf.

## Regentschaft als Shōgun (1651–1663)
Tokugawa Iemitsu starb 1651 noch vor seinem fünfzigsten Geburtstag. Ietsuna, der rechtmäßige Erbe und Nachfolger, war zu diesem Zeitpunkt erst zehn Jahre alt. Dennoch wurde er 1651 zum vierten Shōgun der Tokugawa-Dynastie ernannt. Bis zu seiner Volljährigkeit sollten fünf Regenten an seiner statt die Regierungsgeschäfte wahrnehmen, darunter Sakai Tadakatsu, Sakai Tadakiyo, Inaba Masanori und Matsudaira Nobutsuna, ein entferntes Mitglied der Tokugawa-Familie. Zudem hatte Iemitsu seinen Halbbruder Hoshina Masayuki zum Ratgeber bestimmt.
Das erste Problem, mit dem sich die Regenten beschäftigen mussten, waren die Rōnin oder „herrenlosen Samurai“. Während der Herrschaft von Shōgun Iemitsu hatten zwei Samurai, Yui Shōsetsu und Marubashi Chūya einen Aufstand geplant, bei dem Edo niedergebrannt, die Burg Edo angegriffen und der Shōgun sowie andere Familienangehörige und hohe Beamte exekutiert werden sollten. Ähnliches hatte man für Kyōto und Ōsaka geplant.
Das Vorhaben wurde jedoch nach dem Tode von Iemitsu aufgedeckt, und die hierauf folgende Rebellion (der Keian-Aufstand von 1651) brutal niedergeschlagen. Chūya und Shōsetsu wie auch ihre Familien und Unterstützer wurden hingerichtet. Eine Erhebung von etwa 800 herrenlosen Samurai auf der Insel Sado im folgenden Jahr scheiterte ebenfalls.
1657 als Ietsuna fast 20 Jahre alt war, brach ein großes Feuer in Edo aus, das weite Teile der Stadt bis hin zum Hauptturm des Schlosses in Asche legte und etwa 100.000 Opfer forderte. Zacharias Wagener, der deutschstämmige Faktoreileiter der niederländischen Handelsniederlassung Dejima, weilte gerade zur alljährlichen Reverenz-Erweisung in Edo. Die dramatische Beschreibung in seinem Diensttagebuch wurde durch Arnoldus Montanus 1669 dem europäischen Lesepublikum vorgelegt. Bei dem von Regierungsbeamten überwachten Wiederaufbau der Stadt achtete man stärker als bisher auf Brandgefahren. 1659 leitete Shōgun Ietsuna die Eröffnungszeremonien.

## Kampf um die Macht (1663–1671)
Im Jahr 1663 endete die Regentschaft für Ietsuna, aber die Regenten behielten die Macht weiter in ihren Händen. Dies war das erste Mal, dass die Macht im Hintergrund des Bakufu kein ehemaliger Shōgun war. Ietsunas Hauptratgeber waren nun Hoshina Masayuki, Ietsunas Onkel, den er sehr schätzte, Itakura Shigenori, Tsuchiya Kazunao, Kuze Hiroyuki und Inaba Masanori. Da Ietsuna pro forma nun selbst regierte, wurden die fünf Regenten offiziell seine Berater und handelten in einigen Fällen für ihn. In einigen anderen Fällen handelte Ietsuna jedoch selbständig z. B. bei der Abschaffung des Junshi, nach dem ein Samurai seinem Herren (idealerweise) in den Tod folgte.
Ein Beispiel ist 1671, als die Date-Familie von Sendai in einen Erbfolgestreit verwickelt war, das Bakufu intervenierte und einen zweiten Ōnin-Krieg verhinderte. 1671 waren viele der früheren Regenten entweder gestorben oder waren zurückgetreten und Ietsuna begann nun selbst zu regieren.

## Späte Jahre (1671–1680)
Nach dem Erbfolgedisput der Date war der Rest von Ietsunas Regierungszeit ruhig, mit Ausnahme einiger widerspenstiger Daimyō.
1679 wurde Shōgun Ietsuna krank. Man begann, seine Erbfolge zu diskutieren, wobei Sakai Tadakiyo eine aktive Rolle hatte. Er schlug vor, dass ein Sohn von Kaiser Go-Sai der nächste Shōgun werden solle. Dieses hatte Parallelen in den späten Kamakura-Shōgunen, die königlichen Blutes waren. Tadakiyo sah sich vielleicht selbst so mächtig werden wie die Hōjō-Regenten und so bevorzugten viele Tokugawa den Sohn von Shōgun Iemitsu und Ietsunas jüngeren Bruder, Tokugawa Tsunayoshi, als neuen Shōgun. Tadakiyo zog sich erbost zurück und kurz danach starb Ietsuna im Jahre 1680. Sein jüngerer Bruder folgte ihm im Amt.
Obwohl Ietsuna wahrscheinlich einen fähigen Führer abgegeben hätte, wurden seine Angelegenheiten durch die von seinem Vater ernannten Regenten kontrolliert, selbst nachdem Ietsuna für alt genug erklärt worden war, selbst zu regieren.
| Personendaten    | Personendaten                                                                                     |
| ---------------- | ------------------------------------------------------------------------------------------------- |
| NAME             | Tokugawa, Ietsuna                                                                                 |
| ALTERNATIVNAMEN  | 徳川 家綱 (japanisch); 徳川 竹千代 (japanisch, Kindheitsname); Tokugawa Takechiyo (Kindheitsname) |
| KURZBESCHREIBUNG | japanischer Shogun                                                                                |
| GEBURTSDATUM     | 7. September 1641                                                                                 |
| STERBEDATUM      | 4. Juni 1680                                                                                      |